# Charlie Athersmith
Charlie Athersmith, né le 10 mai 1872 à Bloxwich (Angleterre), mort le 18 septembre 1910 à Shifnal (Angleterre), est un footballeur anglais, qui évoluait au poste d'ailier droit à Aston Villa et en équipe d'Angleterre.
Athersmith a marqué trois buts lors de ses douze sélections avec l'équipe d'Angleterre entre 1892 et 1900.

## Carrière de joueur
- 1891-1901 : Aston Villa
- 1901-1905 : Small Heath

## Palmarès

### En équipe nationale
- 12 sélections et 3 buts avec l'équipe d'Angleterre entre 1892 et 1900.

### Avec Aston Villa
- Vainqueur du Championnat d'Angleterre de football en 1894, 1896, 1897, 1899 et 1900.
- Vainqueur de la Coupe d'Angleterre de football en 1895 et 1897.